# Demetrio Tijón
Demetrio Tijón (en búlgaro: Димитър Тихон; en griego: Δημήτριος ὁ Τειχονᾶς) fue un vaivoda búlgaro durante el reinado del zar Samuel, designado por él para defender la fortaleza de Colindro, que estaba ubicada no lejos de Tesalónica, según una hipótesis; Kolindros,entre Veria y Servia o según otra Kalindria, al sur del lago Doiran.
En el año 1001, el emperador bizantino Basilio II avanzó con su ejército contra Colindro. Demetrio entregó la fortaleza sin resistencia, pero a cambio el emperador le permitió retirarse imperturbable con su ejército a Samuel. No hay más noticias de Demetrio en las crónicas medievales.